# حقوق انرژی

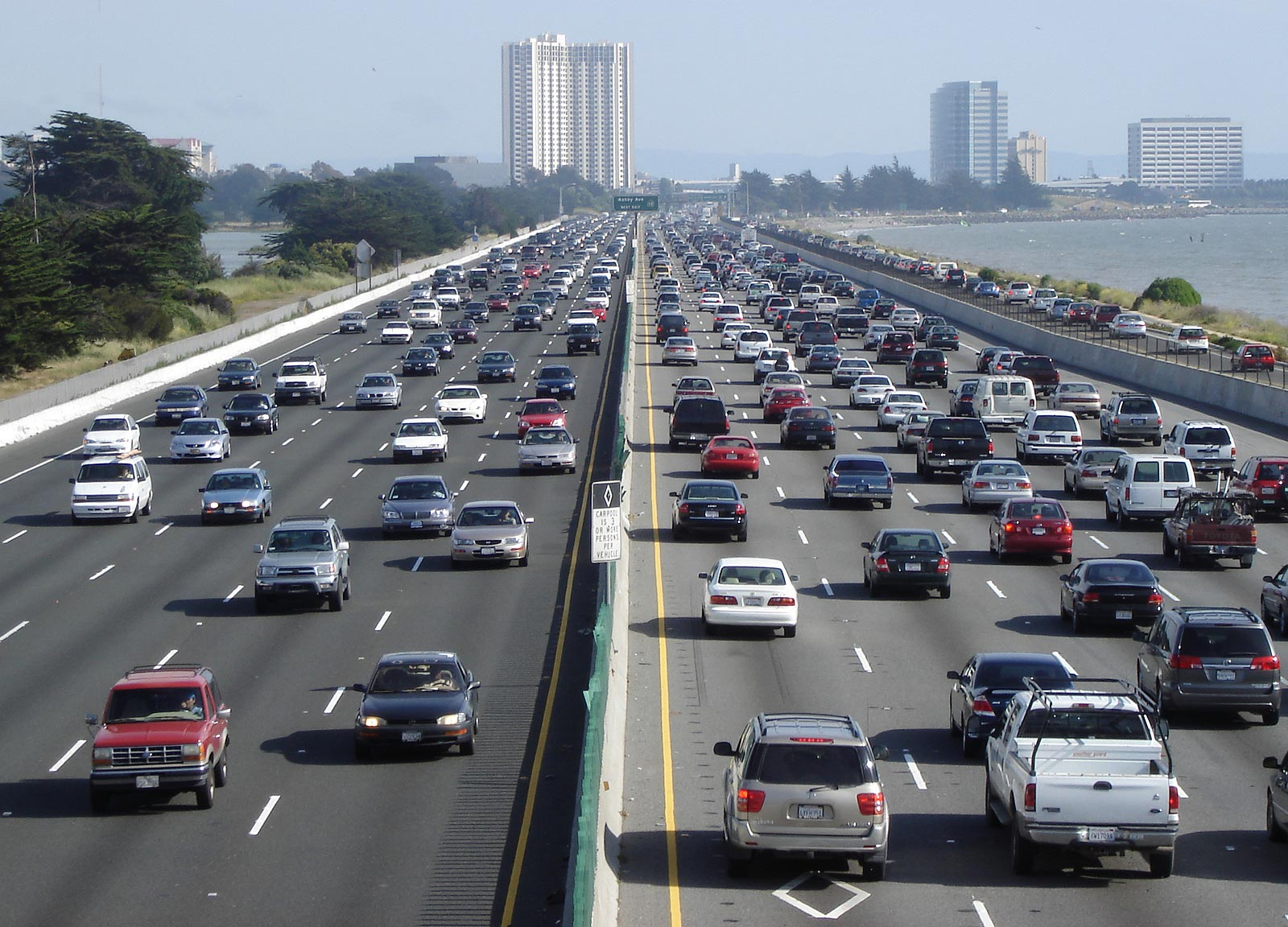
بنزین در سراسر جهان مشمول مقررات و مالیات است.

حقوق انرژی بر استفاده و مالیات انرژی اعم از تجدیدپذیر و تجدیدناپذیر حاکم است. این قوانین مراجع اولیه (مانند قوانین پرونده‌ای، مقررات و احکام) مرتبط با انرژی هستند. در مقابل، سیاست انرژی به خط مشی و سیاست انرژی اشاره دارد.
قوانین انرژی شامل حکم قانونی نفت، بنزین و «مالیات استخراج» است. عمل قانون انرژی شامل قراردادهای مکان‌یابی، استخراج، مجوزهای کسب و حقوق مالکیت نفت و گاز در زیر خاک قبل از کشف و پس از تصرف آن و قضاوت در مورد مباحث حقوقی آن است.

## حقوق بین‌المللی

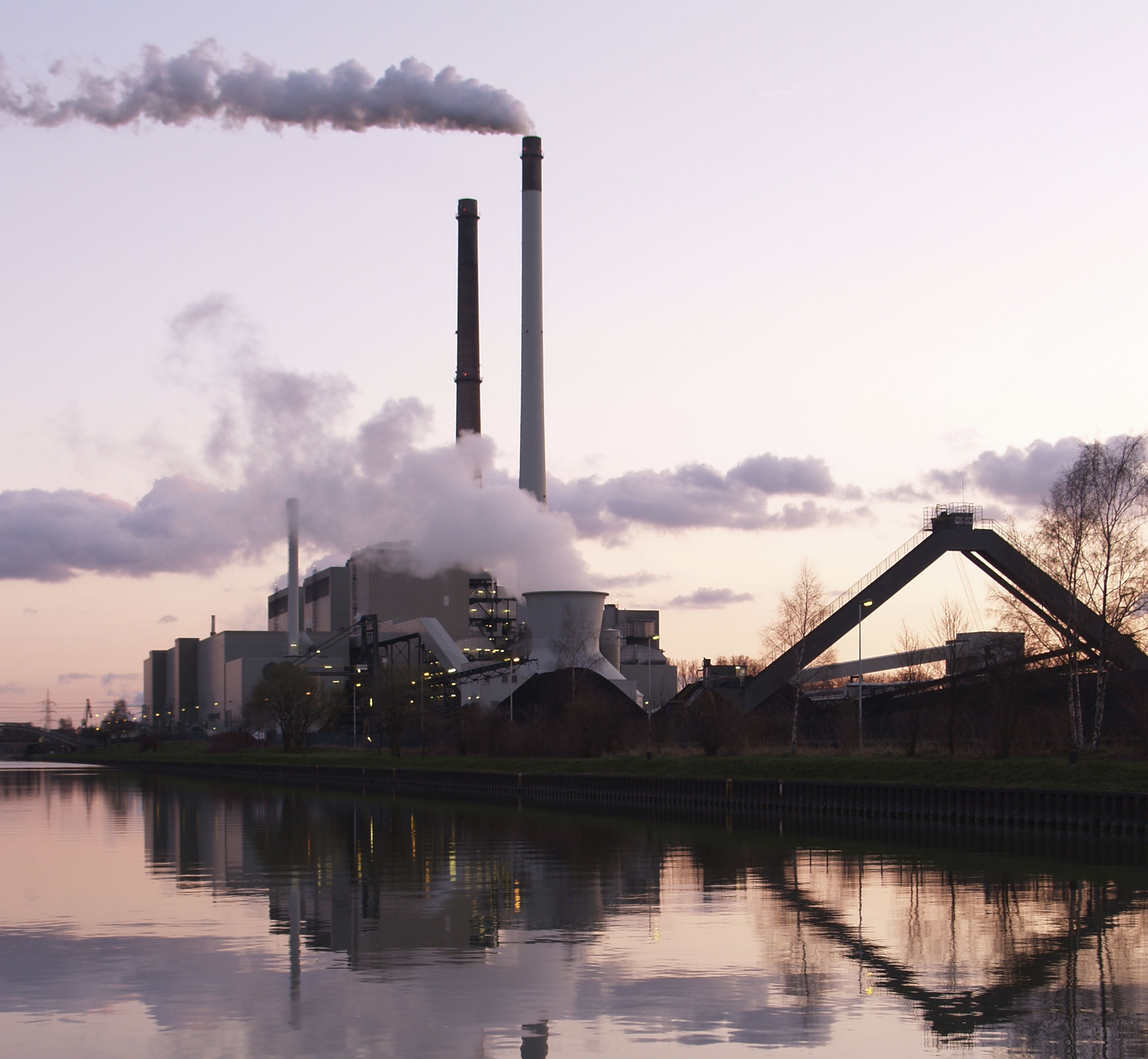
نیروگاه زغال سنگی در آلمان به دلیل انتشار گازهای گلخانه ای، زغال سنگ ممکن است به عنوان سوختی کمتر رقابتی در آینده شناخته شود.

علاقه علمی فزاینده ای به حقوق بین‌الملل انرژی وجود دارد، از جمله در سمینارهای آموزش حقوقی، رساله‌ها، مجلات حقوق، و دوره‌های تحصیلات تکمیلی. در همین راستا، علاقه فزاینده ای به موضوعات خاص انرژی و ارتباط خاص آنها با تجارت بین‌المللی و سازمان‌های مرتبط مانند سازمان تجارت جهانی وجود دارد.

### اتحادیه اروپا
قانون انرژی اروپا بر مکانیسم‌های قانونی برای مدیریت اختلالات کوتاه مدت در تأمین انرژی قاره متمرکز شده‌است، مانند قانون آلمان در سال ۱۹۷۴ برای تأمین انرژی. پروژه هیدروژن یکپارچه اروپا یک پروژه اتحادیه اروپا برای ادغام دستورالعمل‌های کمیسیون اقتصادی سازمان ملل متحد برای اروپا (ECE) و ایجاد مبنایی برای مقررات ECE خودروهای هیدروژنی و زیرساخت‌های لازم جایگزین قوانین و مقررات ملی بود. هدف از این پروژه ارتقای ایمنی خودروهای هیدروژنی و هماهنگ‌کردن فرایند صدور مجوز و تأیید آنها بوده.
پنج کشور کنسرسیوم انرژی EurObserv'ER را ایجاد کرده‌اند. اتحادیه اروپا همچنین یک جامعه انرژی ایجاد کرده‌است تا سیاست‌های خود را به اروپای جنوب شرقی گسترش دهد. Austuraiuمیزبان سالانه روزهای جهانی انرژی پایدار است.

### عربستان سعودی
عربستان سعودی قوانینی در مورد انرژی، به ویژه قوانینی در خصوص نفت و گاز دارد. عربستان سعودی بزرگ‌ترین تولیدکننده نفت در جهان است و بنابراین قانون انرژی آن تأثیر زیادی بر عرضه کلی انرژی جهان دارد. بر اساس قانون اساسی عربستان سعودی، تمام ثروت نفت و گاز این کشور متعلق به دولت است: «تمام ثروتی که خداوند عطا کرده‌است، خواه در زیر زمین، در سطح یا در آب‌های سرزمینی ملی، در زمین‌ها یا حوزه‌های دریایی تحت کنترل دولت باشد. طبق قانون دارایی دولت هستند. قانون ابزارهای بهره‌برداری، حفاظت و توسعه چنین ثروتی را در راستای منافع دولت، امنیت و اقتصاد آن تعریف می‌کند.» مالیات بر انرژی نیز به‌طور خاص مجاز است. در ماده ۲۰ قانون اساسی آمده‌است: «مالیات و عوارض بر اساس عدالت و در صورت لزوم اعمال می‌شود. تحمیل، اصلاح، ابطال و معافیت فقط به موجب قانون مجاز است.»
دو وزارتخانه پادشاهی عربستان سعودی در مسئولیت بخش انرژی مشترک هستند: وزارت نفت و وزارت آب و برق. قوانین این کشور همچنین سازمان‌های دیگری را ایجاد کرده‌است که دارای برخی اختیارات قانونی هستند، اما به شدت نظارتی نیستند. اینها شامل عربستان سعودی آرامکو، که در اصل یک سرمایه‌گذاری مشترک بین پادشاهی و شرکت کالیفرنیا-عربی استاندارد اویل بود، اما در حال حاضر به‌طور کامل در اختیار پادشاهی قرار دارد، و شرکت‌های برق تلفیقی عربستان (SCECOs).

### عراق
از نظر فنی، عراق هیچ قانون انرژی ندارد، اما قانون پیشنهادی تقریباً پنج سال است که از اوایل سال ۲۰۱۲ در حال بررسی است.
وزارت نفت عراق تنها با چند شرکت قرارداد اعطا می‌کند. از ژوئیه ۲۰۱۴، ۲۳ شرکت نفتی تأسیس شده، اما تنها ۱۷ شرکت بانکی در عراق وجود دارد.

### ترکیه
قانون قدیمی نفت ترکیه به مدت ۷۰ سال تا سال ۲۰۱۳ که قانون جدید نفت به شماره ۶۴۹۱ را تصویب کرد، به اجرا درمی‌آمد. از جمله موارد دیگر، تمدید سالهای مجاز مجوزهای حفاری، کاهش هزینه و حذف انحصار دولتی است.

### بریتانیا
بریتانیا روند خروج از جامعه اروپایی را از ژانویه ۲۰۲۰ آغاز کرد.

### مباحث کلی انرژی
- انرژی
- نگهداری انرژی
- اقتصاد انرژی
- بازارهای انرژی
- شکستگی هیدرولیکی
- عرضه و مصرف انرژی جهان

### قوانین و سیاست‌های خاص
- حق ارتفاق
- معاهده منشور انرژی
- ستاره انرژی
- امنیت انرژی
- سیاست خرید تضمینی برق
- سیاست انرژی هسته ای

### اندیشکده‌ها و انجمن‌های دانشگاهی
- RETSscreen
- دانشگاه لاوال
- دانشگاه وایومینگ